# Wieża kościoła Marcina Lutra w Świnoujściu

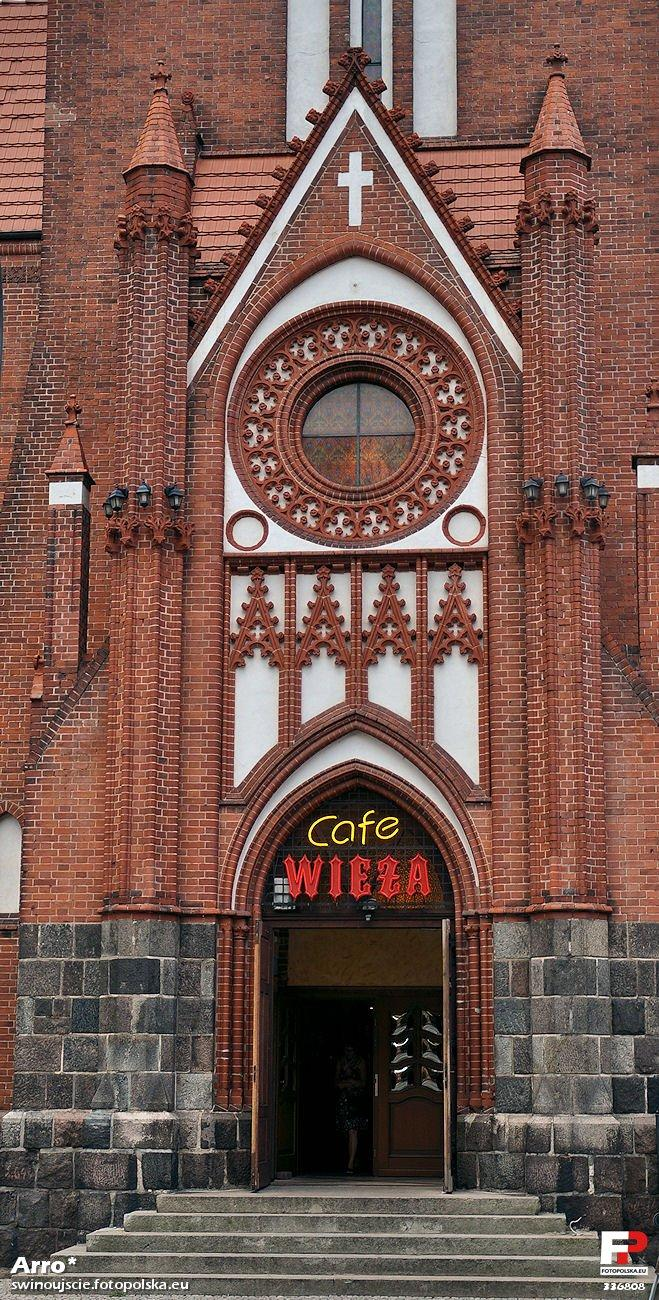
Portal wieży

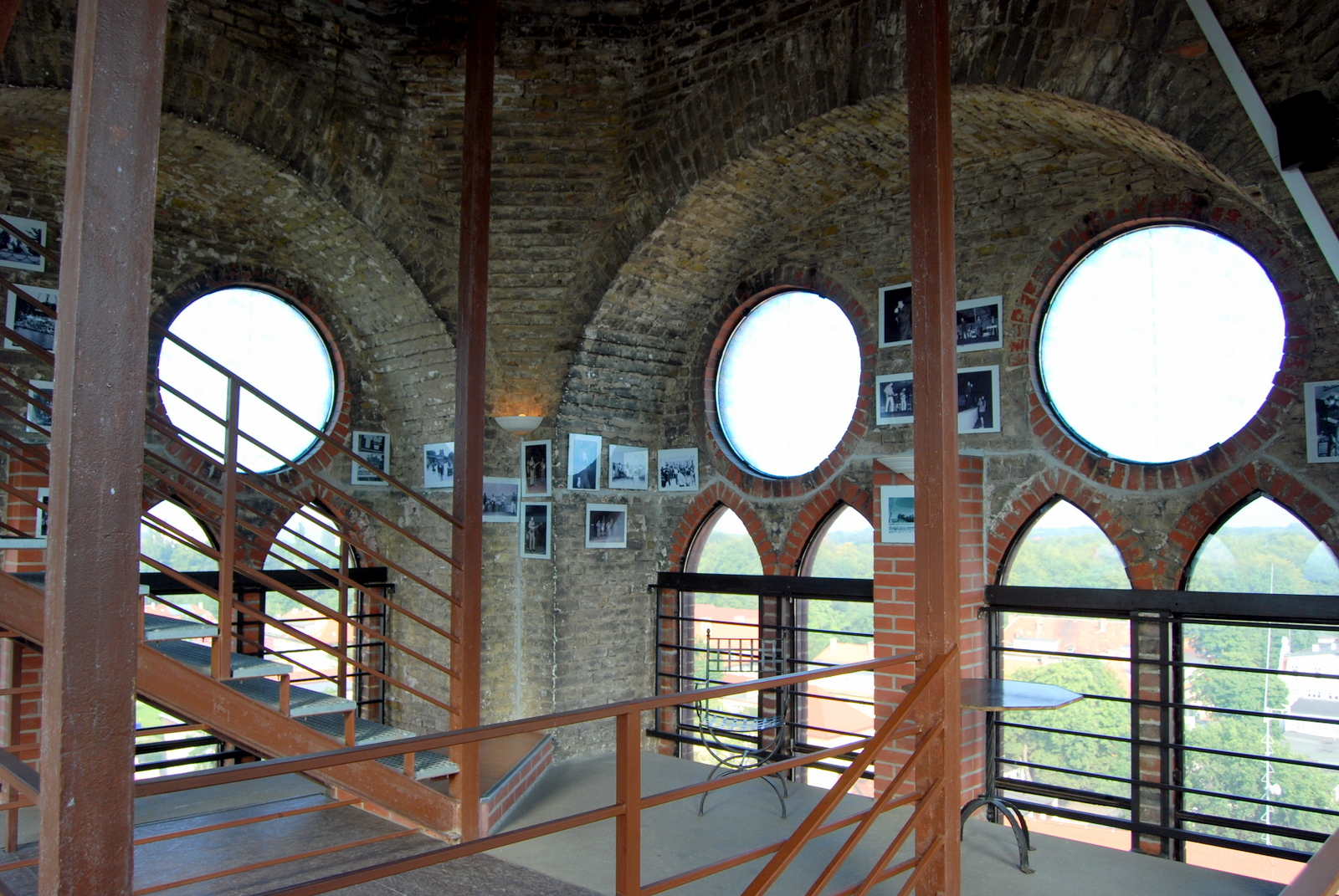
Wejście na wieżę

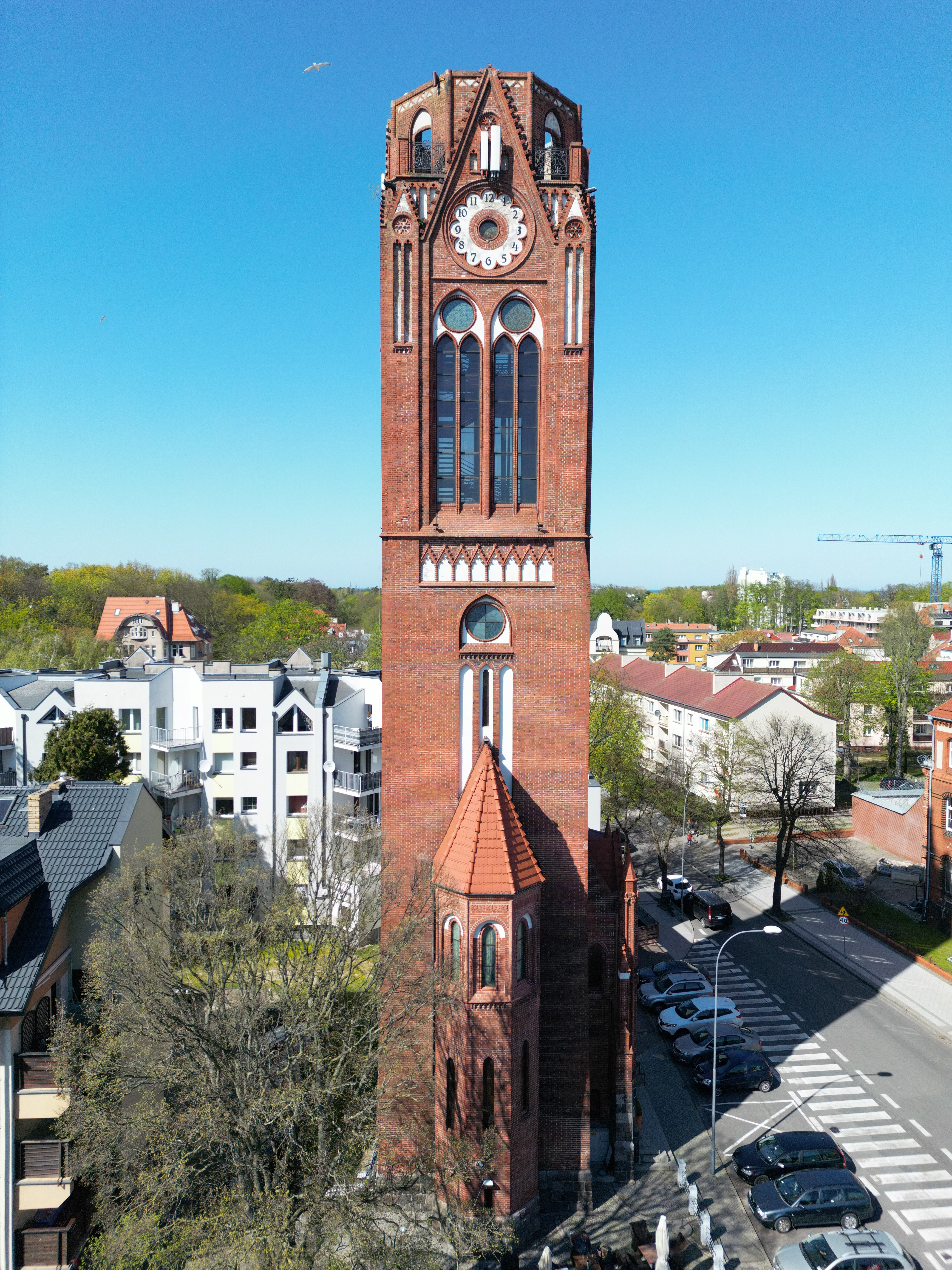
Widok od strony południowej.

Wieża kościoła Marcina Lutra – pozostałość ewangelickiej świątyni znajdująca się w Świnoujściu, w województwie zachodniopomorskim.
Kościół został zbudowany w 1904 roku. Budowa świątyni została sfinansowana ze środków fundacji Emilii Heyse, najbogatszej w tym czasie mieszkanki Świnoujścia. Budowla została zaprojektowana przez Fritza Gottliebe. Świątynia została wzniesiona w stylu neogotyckim, posiadała wieżę z zegarem i czterema dzwonami, wieża miała 62 metry wysokości. Podczas II wojny światowej budowla została zniszczona. W 1962 roku rozpoczęto jej rozbiórkę, jednak wieżę zdecydowano zostawić, ponieważ była ona umieszczona na mapach nawigacyjnych, a ich zmiana była skomplikowanym przedsięwzięciem. Dopiero w 2003 roku znalazł się prywatny inwestor, który postanowił zająć się budowlą. Wieża została wyremontowana. W 2005 roku wieża została otwarta, została w niej urządzona kawiarnia, natomiast na szczycie wieży powstał najwyższy w mieście punkt widokowy, z którego można podziwiać panoramę Świnoujścia. Obecna wieża jest o 20 metrów niższa od oryginalnej, ponieważ wymagało tego urządzenie tarasu widokowego. Kawiarnia jest umieszczona na dwóch dolnych kondygnacjach i jej wnętrze zostało utrzymane w stylu czasów I wojny światowej i dwudziestolecia międzywojennego. Z kawiarni krętymi schodami wchodzi się na wieżę, po drodze są umieszczone ławeczki, na których można odpocząć. Na wieżę wchodzi się 222 schodami.